# Komitet Zjednoczonych Własowców
Komitet Zjednoczonych Własowców (ros. Комитет объединенных власовцев) – rosyjska organizacja emigracyjna w II poł. lat 40. i latach 50. XX wieku
Organizacja została utworzona 6 sierpnia 1950 r. podczas zjazdu weteranów Rosyjskiej Armii Wyzwoleńczej (ROA) w Oberschleißheim pod Monachium. Na jej czele stanął gen. Anton W. Turkul. Organami prasowymi były pisma "Власовец" i "Доброволец", wydawane do 1957 r. w Monachium. W skład organizacji weszła jedynie niewielka część byłych wojskowych Rosyjskiej Armii Wyzwoleńczej i Sił Zbrojnych Komitetu Wyzwolenia Narodów Rosji. Wynikało to z faktu, że większość "własowców" nie akceptowała idei gen. A. W. Turkula połączenia haseł Manifestu praskiego KONR z tradycją monarchistyczną białej emigracji rosyjskiej. W rezultacie "własowcy" stanowili jedynie ok. 30% członków organizacji. Po śmierci gen. A. W. Turkula 19 sierpnia 1957 r., kierownictwo Komitetu przeniosło się do Nowego Jorku, gdzie w 1958 r. zakończył on swoją działalność.